# Loboglossa depressa
Loboglossa depressa es una especie de coleóptero de la familia Mycteridae.

## Distribución geográfica
Habita en Colombia.